# FDGB-Pokal 1949/50
Der zweite Wettbewerb um den FDGB-Fußballpokal wurde 1949/1950 durchgeführt. Ausgangspunkt waren die Landespokalwettbewerbe der fünf DDR-Länder und Ost-Berlins, aus denen sich die 1949 ermittelten 96 Achtelfinalisten für den DDR-weiten Pokalwettbewerb qualifizierten. Über eine Qualifikationsrunde blieben schließlich 50 Mannschaften übrig, die am 5. August 1950 zusammen mit den 14 DDR-Oberligisten die 1. Hauptrunde des FDGB-Fußballpokals bestritten. Das Endspiel fand bereits nach vier Wochen am 3. September 1950 statt.

## 1. Hauptrunde
Die Spiele der 1. Hauptrunde fanden am 6. August 1950 statt.
|                                 | Ergebnis  |                                      |
| ------------------------------- | --------- | ------------------------------------ |
| ZSG Wittenberge                 | 0:2       | BSG Aktivist Brieske-Ost             |
| ZSG Textil Cottbus              | 2:5       | SG Deutsche Volkspolizei Berlin      |
| BSG Konsum Potsdam              | 1:0       | BSG Sparta-Siemens Lichtenberg       |
| BSG BEWAG Berlin                | 3:4       | ZSG Großräschen                      |
| BSG TEWA Luckenwalde            | 1:1 n. V. | BSG Glühlampenwerk Berlin            |
| BSG VEB Buchholz                | 2:4       | BSG Stahl Finow                      |
| BSG Aufbau Klosterfelde         | 3:5       | SG Voran Friedrichshain 1            |
| BSG BHW Johannisthal            | 3:4       | BSG Lokomotive Cottbus               |
| BSG VE Brauereien Berlin        | 2:4       | BSG Kjellberg Finsterwalde           |
| ZSG Neustadt/Orla               | 5:1       | BSG Lokomotive Nossen                |
| SG Trikot Limbach               | 1:3       | BSG KWU Erfurt                       |
| BSG Metall Apolda               | 2:5       | ZSG Industrie Leipzig                |
| BSG VVB Tabak Dresden           | 8:0       | BSG Gera-Süd                         |
| BSG Lokomotive Nordhausen       | 2:1       | BSG Aktivist August Bebel Zwickau    |
| BSG Chemie Meißen               | 3:0       | BSG KWU Weimar                       |
| BSG Chemie Jena                 | 5:2       | ZSG Industrie Sonneberg              |
| ZSG Zittau                      | 3:2 n. V. | ZSG Altenburg                        |
| ZSG Rheinmetall Sömmerda        | 2:1       | BSG Aktivist Steinkohle Zwickau      |
| ZSG Industrie Weida             | 1:6       | BSG Turbine Halle                    |
| BSG Fischlandschmuck Ribnitz    | 1:4       | ZSG Burg                             |
| BSG Einheit Rostock             | 1:3       | BSG Einheit Meerane                  |
| BSG Energie Neubrandenburg      | 2:8       | BSG Motor Dessau                     |
| ZSG Klein Wanzleben             | 2:5       | SG Deutsche Volkspolizei Schwerin    |
| BSG Kreisverwaltung Ludwigslust | 00:17     | SG Eisenhüttenwerk Thale             |
| BSG Melsa Halle                 | 2:7       | BSG Sachsenverlag Dresden            |
| BSG Warnowwerft Warnemünde      | 0:9       | BSG Schuhmetro Weißenfels            |
| SG Grün-Rot Magdeburg           | 0:3       | BSG Motor Zwickau                    |
| BSG Hermann Fahlke Sandersdorf  | 2:1       | BSG Spinnstoff Glauchau              |
| BSG Heiddorf                    | 5:2       | BSG Lokomotive Stendal               |
| BSG Fortschritt Eilenburg       | 0:1       | BSG Carl Zeiss Jena                  |
| BSG „Alfred Kempe“ Stollberg    | 1:3       | ZSG Hydrierwerk Zeitz                |
| ZSG Anker Stralsund             | 1:4       | BSG Märkische Volksstimme Babelsberg |

### Wiederholungsspiel
Das Wiederholungsspiel der 1. Hauptrunde fand am 9. August 1950 statt.
|                           | Ergebnis |                      |
| ------------------------- | -------- | -------------------- |
| BSG Glühlampenwerk Berlin | 1:0      | BSG TEWA Luckenwalde |

## 2. Hauptrunde
Die Spiele der 2. Hauptrunde fanden am 13. August 1950 statt.
|                                      | Ergebnis  |                                 |
| ------------------------------------ | --------- | ------------------------------- |
| BSG Märkische Volksstimme Babelsberg | 9:1       | ZSG Großräschen                 |
| BSG Carl Zeiss Jena                  | 0:1       | BSG Turbine Halle               |
| BSG Motor Dessau                     | 1:7       | BSG VVB Tabak Dresden           |
| BSG KWU Erfurt                       | 3:0       | BSG Chemie Meißen               |
| ZSG Industrie Leipzig 1              | 5:2       | BSG Chemie Jena                 |
| ZSG Zittau                           | 2:0       | BSG Aktivist Brieske-Ost        |
| BSG Motor Friedrichshain             | 1:9       | SG Eisenhüttenwerk Thale        |
| BSG Lokomotive Cottbus               | 1:4       | BSG Sachsenverlag Dresden       |
| BSG Kjellberg Finsterwalde           | 0:1       | SG Deutsche Volkspolizei Berlin |
| BSG Stahl Finow                      | 3:1 n. V. | BSG Glühlampenwerk Berlin       |
| BSG Schuhmetro Weißenfels            | 4:0       | ZSG Rheinmetall Sömmerda        |
| BSG Heiddorf                         | 0:7       | ZSG Burg                        |
| BSG Einheit Meerane                  | 1:2       | ZSG Neustadt/Orla               |
| BSG Motor Zwickau                    | 5:0       | BSG Hermann Fahlke Sandersdorf  |
| SG Deutsche Volkspolizei Schwerin    | 7:1       | BSG Konsum Potsdam              |
| ZSG Hydrierwerk Zeitz                | 4:1       | BSG Lokomotive Nordhausen       |

## Achtelfinale
Die Spiele fanden vom 18. – 20. August 1950 statt. Es waren bereits sieben Oberligisten ausgeschieden, unter ihnen auch der Titelverteidiger Waggonbau Dessau, der in der 2. Hauptrunde eine sensationelle Heimniederlage gegen den Landesvertreter Tabak Dresden erlitten hatte. Unter die letzten Acht kamen mit Schuhmetro Weißenfels und ZSG Burg nur noch zwei Landespokalteilnehmer. Die Weißenfelser hatten den neuen DDR-Fußballmeister Chemie Leipzig eliminiert. Die Begegnung Sachsenverlag Dresden – Märkische Volksstimme Babelsberg musste nach einem 3:3 nach Verlängerung wiederholt werden. Im Rückspiel landeten die Babelsberger einen 11:0-Kantersieg. Die ZSG Burg gab sich erst im Halbfinale bei KWU Erfurt mit 1:4 geschlagen.
|                                      | Ergebnis  |                                   |
| ------------------------------------ | --------- | --------------------------------- |
| BSG Turbine Halle                    | 6:0       | ZSG Zittau                        |
| SG Eisenhüttenwerk Thale             | 14:10     | BSG Stahl Finow                   |
| BSG Sachsenverlag Dresden            | 2:0       | BSG VVB Tabak Dresden             |
| ZSG Neustadt/Orla                    | 1:2       | BSG KWU Erfurt                    |
| BSG Märkische Volksstimme Babelsberg | 9:0       | SG Deutsche Volkspolizei Berlin   |
| ZSG Burg                             | 4:1 n. V. | SG Deutsche Volkspolizei Schwerin |
| ZSG Hydrierwerk Zeitz                | 2:1       | BSG Motor Zwickau                 |
| BSG Schuhmetro Weißenfels            | 2:0       | BSG Chemie Leipzig                |

## Viertelfinale
Die Spiele fanden am 23. August 1950 statt.
|                           | Ergebnis  |                                      |
| ------------------------- | --------- | ------------------------------------ |
| BSG KWU Erfurt            | 5:2 n. V. | ZSG Hydrierwerk Zeitz                |
| ZSG Burg                  | 4:3       | BSG Turbine Halle                    |
| SG Eisenhüttenwerk Thale  | 2:1       | BSG Schuhmetro Weißenfels            |
| BSG Sachsenverlag Dresden | 2:2 n. V. | BSG Märkische Volksstimme Babelsberg |

### Wiederholungsspiel
Die Spiele fanden am 26. August 1950 statt.
|                                      | Ergebnis |                           |
| ------------------------------------ | -------- | ------------------------- |
| BSG Märkische Volksstimme Babelsberg | 11:00    | BSG Sachsenverlag Dresden |

## Halbfinale
Die Spiele fanden am 27. und 29. August 1950 statt.
|                          | Ergebnis |                                      |
| ------------------------ | -------- | ------------------------------------ |
| BSG KWU Erfurt           | 4:1      | ZSG Burg                             |
| SG Eisenhüttenwerk Thale | 3:2      | BSG Märkische Volksstimme Babelsberg |

## Finale

### Statistik
| Paarung                  | SG Eisenhüttenwerk Thale – BSG KWU Erfurt |
| Ergebnis                 | 4:0 (1:0) |
| Datum                    | 3. September 1950 |
| Stadion                  | Walter-Ulbricht-Stadion, Berlin |
| Zuschauer                | 15.000 |
| Schiedsrichter           | Gerhard Schulz (Berlin) |
| Tore                     | 1:0 Weitkuhn (1.) 2:0 Wlassny (65.) 3:0 Oberländer (80.) 4:0 Gropp (87.) |
| SG Eisenhüttenwerk Thale | Heinz Bernhardt – Heinz Bake, Hans Grützemann – Walter Klapproth, Otto Trolldenier, Helmuth Feuerberg – Günter Weitkuhn, Gerhard Apel, Werner Oberländer, Rudolf Wlassny, Willy Gropp Cheftrainer: Kurt Vorkauf |
| BSG KWU Erfurt           | Heinz Senftleben – Wilhelm Hoffmeyer, Hans Machts – Werner Brock, Helmut Nordhaus, Jochen Müller – Eduard Francke, Heinz Hammer, Wolfgang Nitsche, Winfried Herz, Helmut Lipper Cheftrainer: Ludwig Wieder      |
| Verletzt ausgeschieden   | keine – Heinz Senftleben (58., Wolfgang Nitsche nahm den Platz des verletzten Torhüters ein) |

### Spielverlauf
Die Erfurter gingen als klarer Favorit in das Spiel. Mit den späteren DDR-Nationalspielern Helmut Nordhaus und Jochen Müller hatten sie die neu eingeführte Oberliga, die nun höchste Fußballklasse der DDR, als Vierter abgeschlossen, während die SG EHW Thale gerade erst in die Oberliga aufgestiegen war. Diese hatte mit ihrem Mittelstürmer Werner Oberländer nur einen überdurchschnittlichen Spieler in ihren Reihen. Doch von Beginn an nahm die Begegnung einen überraschenden Verlauf. Bereits mit dem ersten Angriff erzielte Thale in der 1. Spielminute durch den Rechtsaußenstürmer Günter Weitkuhn das Führungstor. Danach erwies sich die Thaler Abwehr gegenüber den Erfurter Stürmern als stellungssicher. Immer wieder liefen sich Erfurts Torjäger Wolfgang Nitsche und Winfried Herz auf dem Weg zum gegnerischen Tor fest. Doch verließ sich Thale nicht allein auf die Sicherung des 1:0. Nachdem es Erfurt über eine Stunde nicht vermocht hatte, Thales Torwart Bernhardt zu überwinden, schlugen die Harzstädter in der 65. Minute erneut zu und erzielten durch Rudolf Wlassny das 2:0. Danach war der Widerstand der Erfurter endgültig gebrochen, die Mannschaft konnte das Ruder nicht mehr herumreißen. Erschwerend für sie kam hinzu, dass ihr Torwart Senftleben in der 58. Minute verletzt ausschied und durch den Feldspieler Wolfgang Nitsche ersetzt werden musste. Thale hingegen spielte sich in einen wahren Rausch, der vermeintliche Außenseiter setzte weiter nach, und durch zwei weitere Tore durch Oberländer und Willi Gropp sicherte er sich überraschend deutlich den Pokalsieg.